# 이재긍
완영군 이재긍(完永君 李載兢, 1857년 3월 12일 - 1881년 1월 23일)은 조선 후기의 왕족으로 장조의 서2남 은신군(恩信君)의 증손이며, 흥인군 이최응(興寅君 李最應)의 아들이다. 본관은 전주(全州)이고 자는 순경(舜卿)이다. 생전에는 문신 신분이었으나, 사후 고조부 장조가 왕으로 추존되면서 1899년 4대승습과 왕족의 예로서 완영군에 추증되었다. 시호는 헌간(獻簡).
1871년(고종 8) 왕족들에게만 실시하는 선파유생전시(璿派儒生殿試)에 합격하여 승지, 부제학, 이조참의, 규장각직제학, 홍문관부제학, 도승지 등을 역임하고 예조판서에 이르렀다.

## 생애
조선후기의 왕족으로 본관은 전주, 휘는 재긍(載兢)이다. 장조의 서2남 은신군(恩信君)의 증손이며, 남연군 이구(南延君 李球)의 손자이다. 아버지는 흥인군 이최응(興寅君 李最應)이다.
흥인군의 아들로 1857년 탄생하였다. 세자시강원설서(世子侍講院說書)를 거쳐 1871년(고종 8) 특별히 왕족 자제들에게만 대상으로 한 선파유생전시(璿派儒生殿試)에서 합격하여 어가의 호위를 맡고, 바로 군관으로 직부(直赴)되어 궁궐의 별입직(別入直)을 서게 되었다. 1873년(고종 10)에 병환이 들자 고종이 특별히 보낸 약재를 하사받았다.
1873년 식년 문과에 병과로 급제, 고종의 4촌이자 최측근으로 1874년 대원군 실각 후 명성황후에 의해 발탁되어 1874년(고종 11) 규장각대교(奎章閣待敎), 1875년 11월 문례관(問禮官), 1876년(고종 13) 세자시강원보덕(輔德), 그해 2월 11일 승정원승지(承政院承旨), 성균관 대사성과 홍문관 부제학, 1877년(고종 14) 이조참의, 1878년(고종 15) 규장각 직제학, 홍문관 부제학 등을 역임하였다.
1879년 규장각직제학, 그해 2월 승정원도승지(承政院都承旨), 1880년(고종 17) 2월 호조참판(戶曹參判), 동지경연사(同知經筵事), 이조참판과 예조참판, 동지돈녕부사, 통리기무아문 당상, 예조 판서를 지내고, 1881년(고종 18) 통리기무아문 선어학당상(統理機務衙門選語學堂上)을 거쳐 다시 예조판서가 되었다.

### 사후
1881년 향년 25세의 젊은 나이로 요절하였다. 사후 바로 헌간(獻簡)의 시호가 추서되고 이희하(李熙夏)의 아들 용구(龍駒)를 양자로 입양하였다. 1899년(광무 2) 9월 왕족의 예로서 완영군(完永君)에 작위가 추증되었다. 1904년(광무 7) 5월 24일 의정부참정 겸 홍문관대학사 규장각학사에 추증되었다.
묘소는 충청남도 예산군 예산읍 향천리 향천사 뒷산 계좌(癸坐)에 안장되었고, 묘비문은 윤용구가 짓고, 홍정후가 썼다.

## 가족 관계
- 할아버지 : 남연군 이구(南延君 李球, 1788년 ~ 1836년)
- 할머니 : 군부인 여흥민씨(驪興閔氏, ?년 - 1831년)
  - 백부 : 흥녕군 이창응(興寧君 李昌應, 1809년 7월 18일 ~ 1828년 2월 1일)
  - 백부 : 흥완군 이정응(興完君 李晸應, 1814년 2월 16일 ~ 1848년 5월 18일)
  - 숙부 : 흥선대원군 이하응
- 아버지 : 흥인군 이최응(興寅君 李最應, 1815년 2월 17일 ~ 1882년 6월 10일)
- 어머니 : 안동김씨(安東金氏, ? - 1868년 10월 20일), 김만근(金晩根)의 딸, 군부인에서 정경부인으로 개봉
  - 양형 : 이희하(李熙夏, 1839년 ~ 1900년) → 광평대군의 16대손
- 부인 : 남양홍씨(1856년 7월 9일 - 1885년 8월 6일), 판서 홍원(洪土+元)의 딸
  - 양자 : 이지용(李址鎔, 1870년 10월 23일 ~ 1928년)
    - 손자 : 이해충(李海忠, 1888 ~ 1923)
    - 손자 : 이해문(1903년)
    - 손녀 : 이효경(1909년)
- 장인 : 홍훈(洪坃)

## 기타
이재긍은 1877년 기생 출신 시인 강담운(姜澹雲)의 시집을 간행해주었다. 기녀 출신인 강담운은 문신 배전(1843 ~ 1899)의 첩이 되었다. 첩인 강담운의 재주를 아깝게 여긴 배전은 한성부에 있으면서 이재긍에게 강담운의 시집을 보여주며 시집 간행을 도움을 요청했고, 이재긍은 흔쾌히 수락하여 1877년 강담운의 시집을 영인, 간행하도록 도와주었다.

## 완영군 이재긍을 다룬 작품

### TV 드라마
- 《대원군》(MBC 문화방송 TV 드라마, 1990년) - (배우: 박철)

## 같이 보기
- 완림군
- 흥인군
- 흥선대원군